# Koh (Insel)
Koh (indonesisch Pulau Koh) ist eine Insel des Archipels von Raja Ampat vor der Küste Westneuguineas (Indonesien).

## Geographie
Koh befindet sich im Norden von Raja Ampat, nordwestlich der Vogelkophalbinsel Neuguineas, in der Dampierstraße zwischen den Inseln Gam im Norden und Batanta im Süden. Als nächste Nachbarn liegen im Südwesten die größeren Inseln Kri und Mansuar.
Der Archipel bildet den gleichnamigen Regierungsbezirk Raja Ampat der Provinz Papua Barat Daya. Koh gehört administrativ zum Dorf Yenbuba im Distrikt Meosmanswar.